# Коло дев'яти точок

Дев’ять точок

Коло дев’яти точок — це коло, яке можна побудувати для будь-якого трикутника. Така назва через те, що воно проходить через дев’ять важливих точок, шість з яких лежать на самому трикутнику (за винятком тупокутних трикутників). Ці точки:
- Середина кожної сторони трикутника;
- Основа кожної висоти;
- Середини відрізків, що сполучають вершини трикутника з ортоцентром.

Коло дев’яти точок також відоме як коло Феєрбаха або коло Ейлера.

## Доведення теореми про Коло 9 точок

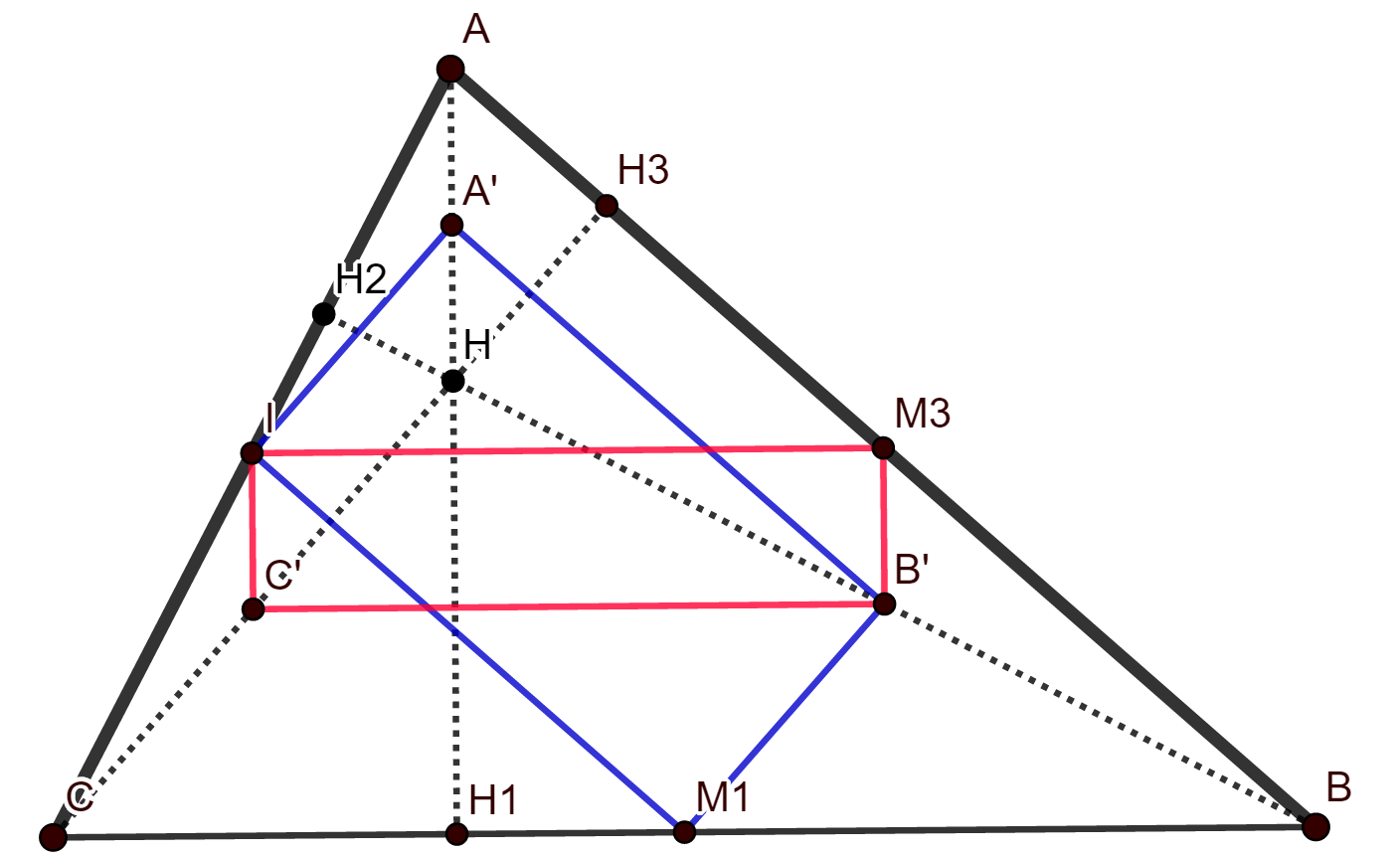
Малюнок 2

Доведемо тепер, що точки — основи висот, — {\displaystyle H_{1},H_{2},H_{3}}, середини відрізків, що сполучають ортоцентр та вершини трикутника, — {\displaystyle A',B',C',} та основи медіан — {\displaystyle M_{1},M_{2},M_{3}} лежать на одному колі (рис. 2). З'єднаємо точки {\displaystyle M_{2}} та {\displaystyle A'} , {\displaystyle M_{2}}та {\displaystyle M_{1}} , {\displaystyle M_{1}}та {\displaystyle B'} , {\displaystyle B'} та {\displaystyle A'}. Отримаємо паралелограм {\displaystyle M_{2}A'B'M_{1}}, тому що {\displaystyle A'B'} — серединна лінія в трикутнику {\displaystyle ABH}, тобто відрізок {\displaystyle A'B'} паралельний{\displaystyle AB}.  {\displaystyle M_{1}M_{2}} — серединна лінія в трикутнику {\displaystyle ABC}, звідки випливає, що {\displaystyle A'B'} паралельний {\displaystyle M_{1}M_{2}}. Аналогічним чином доводиться, що {\displaystyle A'M_{2}} паралельний {\displaystyle B'M_{1}},  але також паралельний висоті {\displaystyle CH_{3}} , тоді {\displaystyle \angle M_{2}C'B'=90^{\circ }}, звідки випливає, що {\displaystyle \angle B'M_{1}M_{2}=90^{\circ }}. Тому паралелограм є прямокутником. Тепер з'єднаємо точки {\displaystyle M_{2}} та {\displaystyle C'},  {\displaystyle C'}та {\displaystyle B'}, {\displaystyle B'}та {\displaystyle M_{3}}, {\displaystyle M_{3}}та {\displaystyle M_{2}}. Так само отримаємо, що {\displaystyle M_{2}B'C'M_{3}} — прямокутник. У цих прямокутниках дві спільні вершини, тому ці прямокутники лежать на одному колі, бо в них спільний діаметр. Ми довели, що середини відрізків, отриманих сполученням ортоцентра та вершин трикутника, та основи медіан, належать одному колу. Зараз доведемо, що основи висот також належать цьому колу. {\displaystyle \angle A'H_{1}M_{1}=90^{\circ }} та спирається на діаметр (бо діагоналі в прямокутниках є діаметрами кола, що описане навколо прямокутника) кола, утвореного з середин відрізків, отриманих сполученням ортоцентра та вершин трикутника, і основ медіан, тобто точка {\displaystyle H_{1}} лежить на колі. Аналогічним чином  можна довести, що основи висот {\displaystyle H_{2}} i {\displaystyle H_{3}} також належать цьому колу.

## Теорема Феєрбаха
Теорема Феєрбаха стверджує, що
| Коло дев'яти точок довільного трикутника дотикається до вписаного кола і всіх трьох зовнівписаних кіл цього трикутника. |

Ця теорема була сформульована і доведена Карлом Вільгельмом Феєрбахом в 1822-у році.